# Groupement national des transports combinés
Le groupement national des transports combinés (GNTC) est une organisation professionnelle, créée en 1945, qui accueille les entreprises du transport combiné et de la multimodalité en France (transporteurs, opérateurs de transport combiné, Terminaux et Plateformes mutimodales, ports...).
Le président du GNTC est, depuis 2020, Ivan Stempezynski.

## Histoire
Le syndicat national des transporteurs mixtes (SNTM) rail-route est créé en 1945. Il devient en 1968 le Syndicat national des transports combinés (SNTC) puis en 1976 le Groupement national des transports combinés (GNTC).
Le GNTC obtient en 2008, pour les opérateurs de transports combinés, la qualification de candidat autorisé auprès de SNCF réseau. Il obtient en 2012 l'allongement des trains du combinés. La profession peut faire circuler des trains de 850 m sur certains axes. 
L'alliance 4F - Fret Ferroviaire Français du Futur est lancée en 2020.

## Organisation
Le GNTC comprend des membres titulaires et des membres associés. 
Le Groupement est administré par un Comité directeur, élu pour 3 ans par l'Assemblée générale, qui désigne le bureau exécutif. 
Le Président est élu pour quatre ans pour son premier mandat, augmenté d’un an renouvelable une fois sur proposition du Comité Directeur.

## Présidents
- Yves Herbrecht : 1976 – 1977
- Amédée Pavesi : 1977 – 1980
- Jean-Claude Berthod : 1980 – 1984
- Jean Lefebvre : 1984 – 1989
- Robert Rouch : 1989 – 1993
- Jean-Claude Brunier : 1993 – 1997
- Pierre Fumat : 1997 – 2000
- Gérard Perrin : 2000 – 2004
- Jean-Claude Brunier : 2004 – 2010
- Gérard Perrin : 2010 – 2014
- Delphine André : 2014 – 2016
- Dominique Denormandie : 2016 – 2020
- Ivan Stempezynski : depuis 2020